# شو فی
شو فی (انگلیسی: Xu Fei؛ زادهٔ ۱۷ سپتامبر ۱۹۹۴) قایقران روئینگ زن اهل چین است.